# Palicourea juruana
Palicourea juruana är en måreväxtart som beskrevs av Kurt Krause. Palicourea juruana ingår i släktet Palicourea och familjen måreväxter. Inga underarter finns listade i Catalogue of Life.